# Oleg Xàtov
Oleg Xàtov (rus: Олег Шатов; n. 29 de juliol de 1990, Nijni Taguil) és un futbolista internacional rus que juga al Zenit Sant Petersburg.

## Carrera professional
Va començar la seva carrera el 2006 en futbol sala, en el MFK Viz-Sinara Ekaterinburg, equip que el va cedir en 2007 al FC Ural Sverdlovsk Oblast de la Primera Divisió de Rússia de futbol. En 2012 va signar amb l'Anji Majachkalá de la Lliga Premier de Rússia, amb qui va disputar 34 partits de lliga.
L'agost de 2013, després d'anunciar l'Anzhí problemes econòmics del seu propietari, Suleyman Kerimov, Shátov va ser traspassat al Zenit Sant Petersburg.

## Internacional
És internacional absolut amb la selecció de Rússia i va debutar en un partit amistós a Espanya contra Islàndia, en el qual també va marcar el seu primer gol com a internacional.
El 12 de maig de 2014, Fabio Capello, director tècnic de la selecció nacional de Rússia, va incloure a Shátov en la llista provisional de 30 jugadors que iniciaran la preparació amb la intenció de la Copa Mundial de Futbol de 2014. El 2 de juny va ser ratificat per Capello en la nòmina definitiva de 23 jugadors.

### Participacions en Copes del Món
| Mundial                        | Seu    | Resultat     |
| ------------------------------ | ------ | ------------ |
| Copa Mundial de Futbol de 2014 | Brasil | Primera fase |

## Estadístiques
Actualitzat a l'11 d'agost de 2012
| Club                   | Div           | Temp          | Lliga | Lliga | Copa | Copa | Europa | Europa | Total | Total |
| Club                   | Div           | Temp          | PJ    | Gols  | PJ   | Gols | PJ     | Gols   | PJ    | Gols  |
| ---------------------- | ------------- | ------------- | ----- | ----- | ---- | ---- | ------ | ------ | ----- | ----- |
| Ural Sverdlovsk Oblast | D2            | 2007          | 8     | 2     | 0    | 0    | ?      | ?      | 8     | 2     |
| Ural Sverdlovsk Oblast | D2            | 2008          | 26    | 1     | 1    | 0    | ?      | ?      | 27    | 1     |
| Ural Sverdlovsk Oblast | D2            | 2009          | 28    | 2     | 2    | 0    | ?      | ?      | 30    | 2     |
| Ural Sverdlovsk Oblast | D2            | 2010          | 35    | 4     | 1    | 0    | ?      | ?      | 36    | 4     |
| Ural Sverdlovsk Oblast | D2            | 2011-12       | 30    | 7     | 2    | 0    | ?      | ?      | 32    | 7     |
| Ural Sverdlovsk Oblast | Total         | Total         | 127   | 16    | 6    | 0    | 0      | 0      | 133   | 16    |
| Anzhi Makhachkala      | D1            | 2011-12       | 8     | 0     | 0    | 0    | ?      | ?      | 8     | 0     |
| Anzhi Makhachkala      | D1            | 2012-13       | 3     | 0     | 0    | 0    | 4      | 2      | 6     | 2     |
| Anzhi Makhachkala      | Total         | Total         | 11    | 0     | 0    | 0    | 4      | 2      | 15    | 2     |
| Total carrera          | Total carrera | Total carrera | 138   | 16    | 6    | 0    | 4      | 2      | 148   | 18    |